# Frederica Amália da Dinamarca
Frederica Amália da Dinamarca (Flensburgo, 11 de abril de 1649 — Kiel, 30 de outubro de 1704) foi a segunda filha do rei Frederico III da Dinamarca e de Sofia Amália de Brunsvique-Luneburgo, e duquesa de Holsácia-Gottorp de 1667 a 1695, pelo seu casamento com o duque Cristiano Alberto de Holsácia-Gottorp.

## Família
Frederica Amália era a segunda filha do rei Frederico III da Dinamarca e da duquesa Sofia Amália de Brunsvique-Luneburgo. Entre os seus irmãos estavam o rei Cristiano V da Dinamarca, o príncipe Jorge da Dinamarca, marido da rainha Ana da Grã-Bretanha, e a princesa Ulrica Leonor da Dinamarca, esposa do rei Carlos XI da Suécia. Os seus avós paternos eram o rei Cristiano IV da Dinamarca e a marquesa Ana Catarina de Brandemburgo. Os seus avós maternos eram o duque Jorge de Brunsvique-Luneburgo e a condessa Ana Leonor de Hesse-Darmstadt.

## Casamento
A 24 de outubro de 1667, Frederica Amália casou-se com o duque Cristiano Alberto de Holsácia-Gottorp por negociação de um tratado de paz entre a Dinamarca e a Holsácia, mas mesmo assim as partes hostis continuaram a lutar. O casamento era infeliz, com Frederica Amália frequentemente atormentada pelas desavenças entre o seu irmão Cristiano V da Dinamarca e o seu marido. Supostamente o seu marido tratá-la-ia muito mal, enquanto que a família real dinamarquesa lhe dava todo o tipo de privilégios e provas de afecto.
O casal visitou a irmã de Frederica Amália, a rainha da Suécia, Ulrica Leonor. A sua visita à Suécia inspirara a grandes festas e festividades na normalmente rígida corte sueca, e forma grandemente apreciadas. Frederica tornou-se viúva em 1694, e faleceu na sua residência de Kiel em 1704.
Foi bisavó de Catarina, a Grande, imperatriz reinante do Império Russo, pelo seu filho Cristiano Augusto de Holsácia-Gottorp, sendo igualmente bisavó do marido de Catarina, Pedro III da Rússia através de seu filho Frederico IV de Holsácia-Gottorp. Adicionalmente, foi avó paterna de Adolfo Frederico da Suécia.

## Descendência
- Sofia Amália de Holsácia-Gottorp (19 de janeiro de 1670 - 27 de fevereiro de 1710), casada com o duque Augusto Guilherme de Brunsvique-Luneburgo; sem descendência.
- Frederico IV de Holsácia-Gottorp (18 de outubro de 1671 - 19 de julho de 1702), duque de Holsácia-Gottorp entre 1695 e 1702; casado com a princesa Edviges Sofia da Suécia; com descendência.
- Cristiano Augusto de Holsácia-Gottorp, Príncipe de Eutin (11 de janeiro de 1673 - 24 de abril de 1726), sucedeu o seu irmão como duque de Holsácia-Gottorp; casado com a marquesa Albertina Frederica de Baden-Durlach; com descendência.
- Maria Isabel (21 de março de 1678 - 17 de julho de 1755), abadessa de Quedlimburgo.